# .me
.me (Montenegro) é o código TLD (ccTLD) na Internet para o Montenegro.